# Потес Гогин Вир (археолошко налазиште)
Локалитет на потесу Гогин Вир је је археолошко налазиште које се налази у месту Бабуш, општина Урошевац. Локалитет се налази на левој страни пута Бабуш — Мираш, на приватном поседу. На налазишту је приликом пољопривредних радова откривен покретни археолошки материјал који чини керамика, датована у доба праисторије.